# صفاء خلوصي
صفاء الدين عبد العزيز عمر خلوصي البياتي (17 آب/أغسطس 1917 - 8 أيلول/سبتمبر 1995) هو مؤرخٌ وروائِيٌّ وشاعرٌ وصُحُفِيٌّ ومذيْعٌ عراقِيّ، منهجهُ التوسُّط بين ثقافتَيْ اللغةِ العربيّة واللغةِ الإنجليزيّة، وهو معروفٌ في الأوساط الغربيّة بنظريته التي طرحها في ستينات القرن العشرين حولَ عروبةِ الأديب الأجنبي (ويليام شكسبير).
كما يُعرفُ بدراستهِ الأدبَ العراقِيّ الحديث، ومؤلفاتِه عن بحورِ الشعر العربِيّ وقواعد اللغةِ العربيّة، وكذلك عن دورهِ في التربيةِ الإسلامية وعملهِ في شعر المتنبي.
عملَ في جامعةِ بغداد أستاذًا، وفي الجامعة المُستنصِريّة «لعلمِ العَروض» في قسم اللغةِ العربيّة، وأُستاذًا في الأدبِ المقارِن وباحثًا في جامعة أكسفورد ومكتباتِها. غادر إلى بريطانيا مطلعَ سبعيّناتِ القرن العشرين، قدَّمَ صفاء محاضراتٍ عديدة من القسمِ العربِيّ بهيئةِ الإذاعة البريطانيّة في الأدبِ العربِيّ. وكانتْ مجلةُ (هنا لندن) تعيدُ نشرَها.
أصبحَ رئيسًا للجاليةِ الإسلاميّة في بريطانيا.
وهو الابنُ الأول، توفِّيَتْ والدتهُ وعمرهُ 4 سنوات. توفيَ هو في لندن عام 1995 ولهُ من الأبناء د.صدى خلوصي (شاعرة) ود.صميم خلوصي، وزوجتهُ د.صبيحة الدباغ، وهي أول دكتورة نسائية في العراق.
اشتهرَ صفاء في العراق من خلال البرنامج التلفزيوني مع العلَّامة مصطفى جواد
«قٌل ولا تقل». رُشِّحَ في العهد الملكي ليكونَ وزيرًا.
تركَ خلوصي عددًا من الكتبِ والمؤلفاتِ في الشعر والقصةِ والعَروض والترجمة، إضافةً إلى جهوده في تحقيق وشرحِ عددٍ من الكتبِ والدّواوين والعديد من المقالات والبحوث في المجلاتِ العراقية والعربية والعالمية.

## الخلفية والمهنة
ولد خلوصي في خانقين، توفّيت والدته حين كان عمره أربع سنوات. تنحدر عائلته من خانقين. جده أعاد توطين الأسرة في بغداد حيث عمل في الجيش العثماني ضابطاً، لكنه قُتل خلال الانسحاب العسكري من بلاد ما بين النهرين في نهاية الحرب العالمية الأولى.
استلهم خلوصي متابعة الأعمال الأدبية في سن مبكرة من عمه الروائي والشاعر عبد المجيد لطفي. سافر خلوصي إلى لندن في عام 1935 على منحة أكاديمية عاش هناك حتى المراحل الأخيرة من الحرب العالمية الثانية وأصر على البقاء في المدينة خلال الحرب الخاطفة. عاد إلى العراق في وقت متأخر من الحرب.
ورفض خلوصي، وهو قومي عربي، منصبًا وزاريًا في الإدارة البريطانية للعراق بعد الحرب. بدلاً من ذلك، قسّم وقته بين بريطانيا والعراق، مؤسسًا مهنة أكاديمية في كلا البلدين. نشر روايته الأولى نفوس مريضة في عام 1941، عندما كان عمره 24 عامًا. كان أول منصب أكاديمي له كمحاضر في الدراسات العربية في كلية الدراسات الشرقية والأفريقية بجامعة لندن. خلال فترة ولايته (1945-1950) حصل على درجة الدكتوراه في الأدب العربي عام 1947. في عام 1951 عمل أستاذاً للغة العربية في جامعة بغداد. كما شغل منصب رئيس قسم اللغة العربية في الجامعة المستنصرية.
في عام 1959، تزوج خلوصي من صبيحة الدباغ (1922-1998)، وهي من أوائل الطبيبات اللائي تخرجن في العراق. بعد تدريب الدراسات العليا في الولايات المتحدة عادت إلى بغداد لممارسة مهنة الطب، حيث تعرفت إلى خلوصي. أصبحت فيما بعد مساهمةً منتظمةً في البرامج الصحية في القسم العربي من خدمة بي بي سي العالمية وناشطة من أجل صحة المرأة في الشرق الأوسط. كان لديهما طفلان، ابن وابنة.
توسط عمل خلوصي في التطورات الأوروبية والأمريكية الحديثة في المنح الدراسية. مدد التقليد الأكاديمي للأدب المقارن، ونشر دراسات في الأدب المقارن والمذاهب الأدبية الغربية عام 1957، والترجمة التحليلية في نفس السنة. على الرغم من التركيز على المنح الدراسية الأدبية والتاريخية، فقد نشر خلوصي أيضًا روايات وقصصًا قصيرة وشعرًا خلال هذه الفترة. بالإضافة إلى ترجمة الأدب العراقي الحديث إلى اللغة الإنجليزية، ونشر عددا من ترجمات أعمال عتيقة وهبي الخزرجي. في أكسفورد عام 1972 أصبح أحد محرري قاموس أكسفورد الإنجليزي-العربي للاستخدام الحالي الذي سعى لمطابقة التطورات الجديدة في اللغتين. نشر في وقت لاحق قاموس الاستخدام الاصطلاحي المعاصر. اشتهر من كتبه فن الترجمة وفن التقطيع الشعري والقافية على نطاق واسع وطُبع الكتابان طبعات عديدة. وكان أيضا مذيعا منتظما في خدمة بي بي سي العربية ومقدم برامج ثقافية على التلفزيون العراقي.
أثناء مشاركته في النهضة الأدبية العربية حاول خلوصي أن يبقى «محايدًا» في السياسات غير المستقرة في تلك الحقبة. في عام 1958 أطيح بالملك فيصل الثاني وعائلته في ثورة عنيفة. كان أحد جلاديهم ضابطًا في الجيش كان أحد طلاب خلوصي. بعد سنوات عديدة، عندما التقى خلوصي بالرجل مرة أخرى واستجوبه عن دوره في وفاة الملك، أجاب الطالب السابق «كل ما فعلته هو تذكر فلسطين، وزناد البندقية الرشاشة انطلق من تلقاء نفسه». خلال نظام صدام حسين، قضى خلوصي معظم وقته في إنجلترا حيث كان يتمتع بحرية تعبير أكبر في كتاباته، ويعود إلى العراق لبضعة أشهر في السنة لتجنب الشتاء الإنجليزي. في إحدى هذه الزيارات، أوضح لصديق سأل عن سبب عدم بقائه في بغداد بشكل دائم، «جذورنا هنا، لكننا هناك نزرع بشكل أفضل».
خلوصي كان مسلماً متديناً. كان من مجموعة العلماء الذين ساعدوا في الإصلاح الأكاديمي والديني لمدارس النجف. انتُخِبَ خلوصي رئيساً للمجلس القومي لتعليم المسلمين في المملكة المتحدة. سعى إلى تحسين التربية الإسلامية، مع دعم التعاون بين الأديان. كما دافع عن تقاليد التسامح داخل الإسلام. كتب على نطاق واسع للمنشورات الإسلامية.

## الإسلام خيارنا
روى خلوصي في كتابه «الإسلام خيارنا» الذي نُشر لأول مرة في 1961 مجموعة روايات شخصية لأفراد اعتنقوا الإسلام من ديانات أخرى، حيث جمع تلك الروايات من مجلة "The Islamic Review" خلال عدة سنوات، وتوفر هذه الروايات نظرة ثاقبة للعوامل الروحية والاجتماعية والثقافية التي دفعت الأفراد المؤثرين لاعتناق الإسلام في النصف الأول من القرن العشرين.
ومن أشهر روايات الذين أعتنقوا الإسلام البارون الإنجليزي "السير عبد الله أرشيبالد هاميلتون الخامس (1876-1939)" و«الأيرلندي رولاند ألانسون-وين (1855-1935)» الذي أصبح يُعرف بعد اعتناقه الدين الإسلامي في 1913 باسم "رحمة الله الفاروق"، وعمل على تأليف العديد من الكتب عن الإسلام منها كتاب "(بالإنجليزية: A Western Awakening to Islam)‏ - صحوة غربية على الإسلام (1914)" وكتاب "(بالإنجليزية: Three Great Prophets of the World)‏ - ثلاثة أنبياء عظماء في العالم (1923).

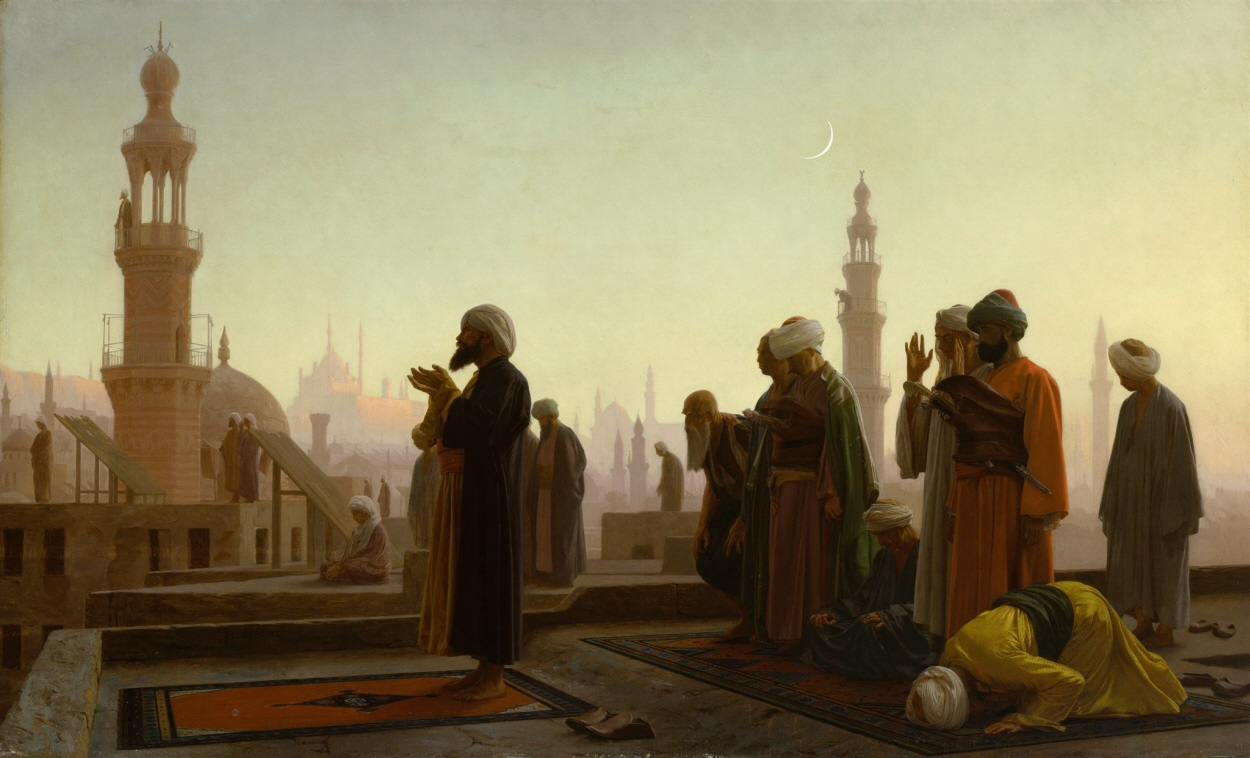
"ديمقراطية الإسلام" كما وصفها الأمريكي دونالد روكويل الذي اعتنق الإسلام في 1935، حيث "يتمتع الحاكم والفقير بنفس الحقوق على ركبتيهما في العبادة المتواضعة". (رسم توضيحي: صلاة على أسطح المنازل في القاهرة، رسمها جان ليون جيروم في 1865)

لخص الأمريكي الذي أصبح مسلمًا في عام 1935 «دونالد روكويل» الموضوعات المشتركة بين مُعتنقي الإسلام من الغرب، في كتابه "(بالإنجليزية: Beyond the Brim and Bazaar of Dreams)‏" وأستدل بتعاليم الدين حول الاعتدال وتسامحه مع الأديان الأخرى وتحرره من عبادة الأصنام، كما أستشهد بقواعد الإسلام عن الأعمال الخيرية وحقوق ملكية المرأة، وأشار إلى حرص المؤمنين على استجابة الأذان وأجواء مساجد الشرق العظيمة في رعاية التأمل.
يعرض خلوصي في جزء آخر من كتابه تفاصيل بعض الكتاب المؤثرين من غير المسلمين الذين أظهروا احترامًا للتعاليم الإسلامية والثقافة والتاريخ خلال عصر التنوير، ومن بينهم الباحث في جامعة كامبريدج سيمون أوكلي الذي اشتهر بكتابه "(بالإنجليزية: History of the Saracens 1712-18)‏ - تاريخ المسلمين 1712-18″.
ويعرض الكتاب عالم اللاهوت البارز يوهان جوتفريد هيردر الذي أقترب من المجال العربي من خلال منحة دراسية للأدب والشعر العبري، حيث وسع معرفته بالحضارة العربية وأصبح على دراية بقصائد «المعلقات» قبل الإسلام التي ترجمها ونشرها السير ويليام جونز (1783)، وقد وصف النبي محمد بأنه «نسل بارع من قبيلته وبلدته ومن أمته وتاريخه وعبقري في لغته الرائعة».

## أبو نواس في أمريكا
كتب خلوصي روايته «أبو نواس في أمريكا» أثناء إقامته في شيكاغو وأطلق عليها اسم «هجاء ومرح»، وروى فيها المغامرات غير العادية التي خاضها الشاعر العباسي عاشق النبيذ والصبي أبو نواس عندما نُقل بأعجوبة إلى أمريكا، وهي جزء من محاكاة ساخرة تعمل على تجربة محيرة للحياة في الغرب، وقد قام البطل بجولة في الثقافات الفرعية من كوينز عبر لاس فيغاس إلى لوس أنجلوس.
وبالرغم من كون الرواية ساخرة، لكن خلوصي قدم الثقافة الأمريكية إلى القراء العرب، وقارن بين القومية العراقية والأمريكية وممارسة الشعائر الدينية في الثقافة الإسلامية.

## شرح ابن جني لشعر المتنبي
يعتبر خلوصي أبي الطيب المتنبي من أعظم شعراء اللغة العربية، حيث يركز شعره على فلسفة الحياة والثناء على رعاة الخليفة العباسيين وفتوحاتهم العسكرية، راجع ابن جني أعمال المتنبي الواسعة في الجزء الأخير من حياته، وفُقدت المخطوطة المُنقحة ووجدت بعد أكثر من عشرة قرون من وفاة ابن جني.
شرح خلوصي في كتابه المكون من مجلدين عمل ابن جني وقدم شروحًا لغوية للتعديلات التي أُجريت على المخطوطة الأصلية، وأشار إلى أن «شرح ابن جني» كشف عن تفاصيل جديدة هامة عن حياة المتنبي، حيث قال ابن جني أن المتنبي كان جريئًا في مخاطبة سيف الدولة الحمداني، ويذهب ابن جني إلى القول إن كلمات المتنبي وعباراته استُخدمت بطريقة «لم تتسبب في غضب الملوك والأمراء».

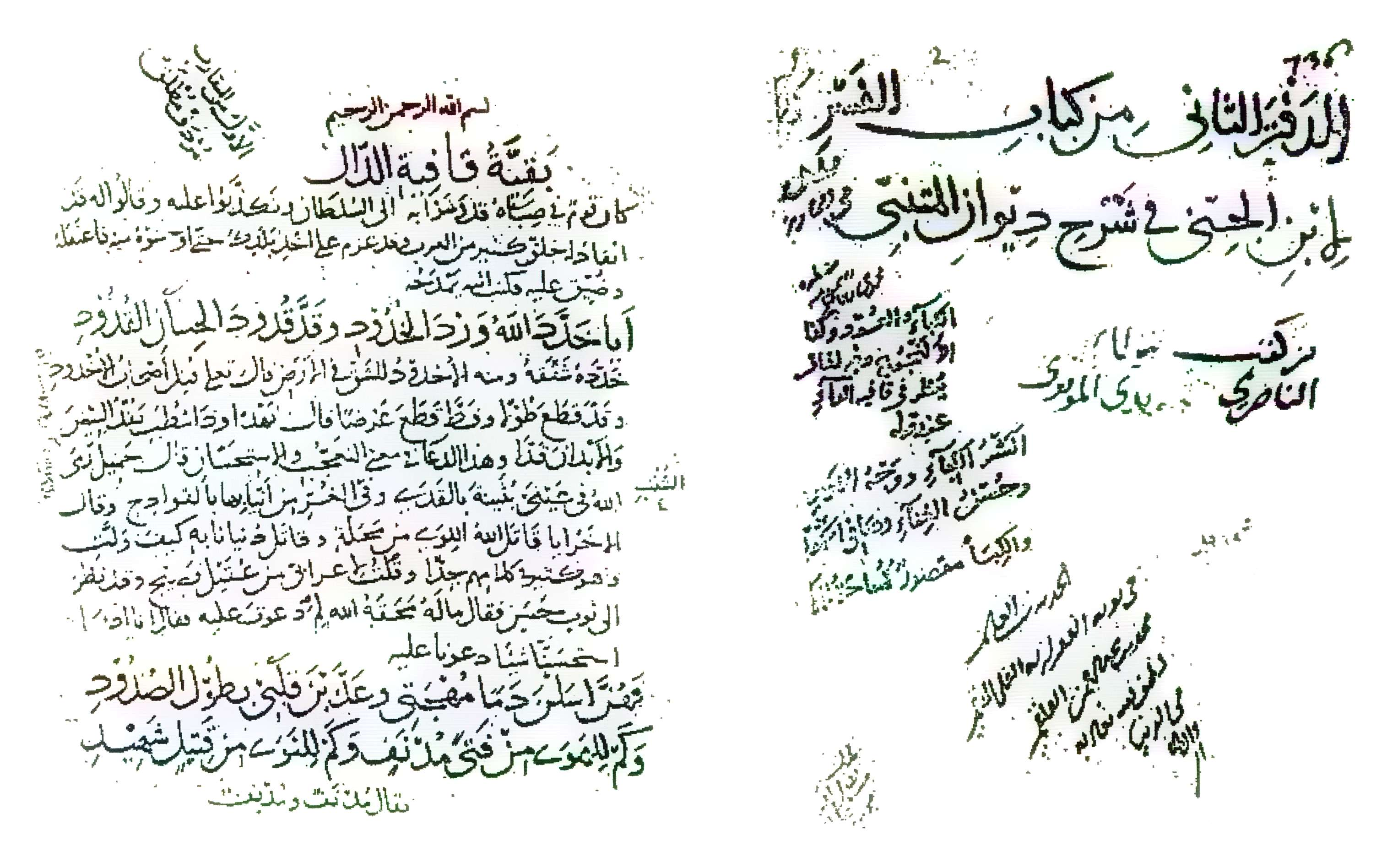
مخطوطة تم اكتشافها بعد حوالي ألف عام، وهي الورقة الأولى من المجلد الثاني من شرح ابن جني لشعر المتنبي.

فيما بعد انضم المتنبي إلى محكمة أبو المسك كافور في مصر، ويشير خلوصي إلى أن «الشرح» هو أول دليل على تواجد ابن جني في مصر في ذلك الوقت، وكان رفض المتنبي تأليف رثاء لوفاة ابن حنجبه وزير «أبو المسك كافور» إهانة بالغة لكافور، ويرى ابن جني أن المتنبي زاد الأمور سوءًا بإصراره على سواد كافور، ويضيف ابن جني أنه تلقى معلومات أن المتنبي «قريب من الموت»، هرب الرجلان من مصر خوفًا على حياتهما، وينسب ابن جني الفضل لنفسه في إنقاذ حياة المتنبي.

## المؤلفات
- الشريف الرضي، مجلّة المعلم الجديد (بغداد) ـ المجلد 34 : ج 3، 4.
- تاريخ الأدب العباسي / رينولد. ا. نكلسن؛ ترجمة وتحقيق
- دراسة حول شكسبير، مجلة «المعرفة»، بغداد 1960.
- ديوان أبي الطيب المتنبي بشرح أبي الفتح عثمان بن جني المسمى بالفسر
- فن التقطيع الشعري والقافية
- فن الترجمة (1691)
- أدب المقامات أو الفن الأقصوصي المسجع (مقال)
- أهم مائة شخصية في تاريخ البشرية للدكتور مايكل هارت (مقال)
- التعريف والنقد عنترة وعبلة (مقال)
- التعريف والنقد: موضوعات عربية وإسلامية في الدراسات التاريخية والتربوية والأدبية للأستاذ الدكتور عبد اللطيف الطيباوي (مقال)
- تاريخ العراق السياسي الحديث تأليف الأستاذ السيد عبد الرزاق الحسني (مطبعة دار الكتب - بيروت - لبنان 1975 - في ثلاثة أجزاء - الطبعة الثالث المنقحة بالأوفست) (مقال)
- الرصافي مؤرخا مع نظرة خاصة لتأريخه للسيرة النبوية (مقال)
- دراسة في الأمثال العربية القديمة (مقال)
- عرض ونقد لبعض آراء الثعالبي في اليتيمة (مقال)
- قاموس عربي - إنكليزي للغة الفصحى المعاصرة جمع وترتيب معن زلفو مدينة (مقال)

## معرض صور

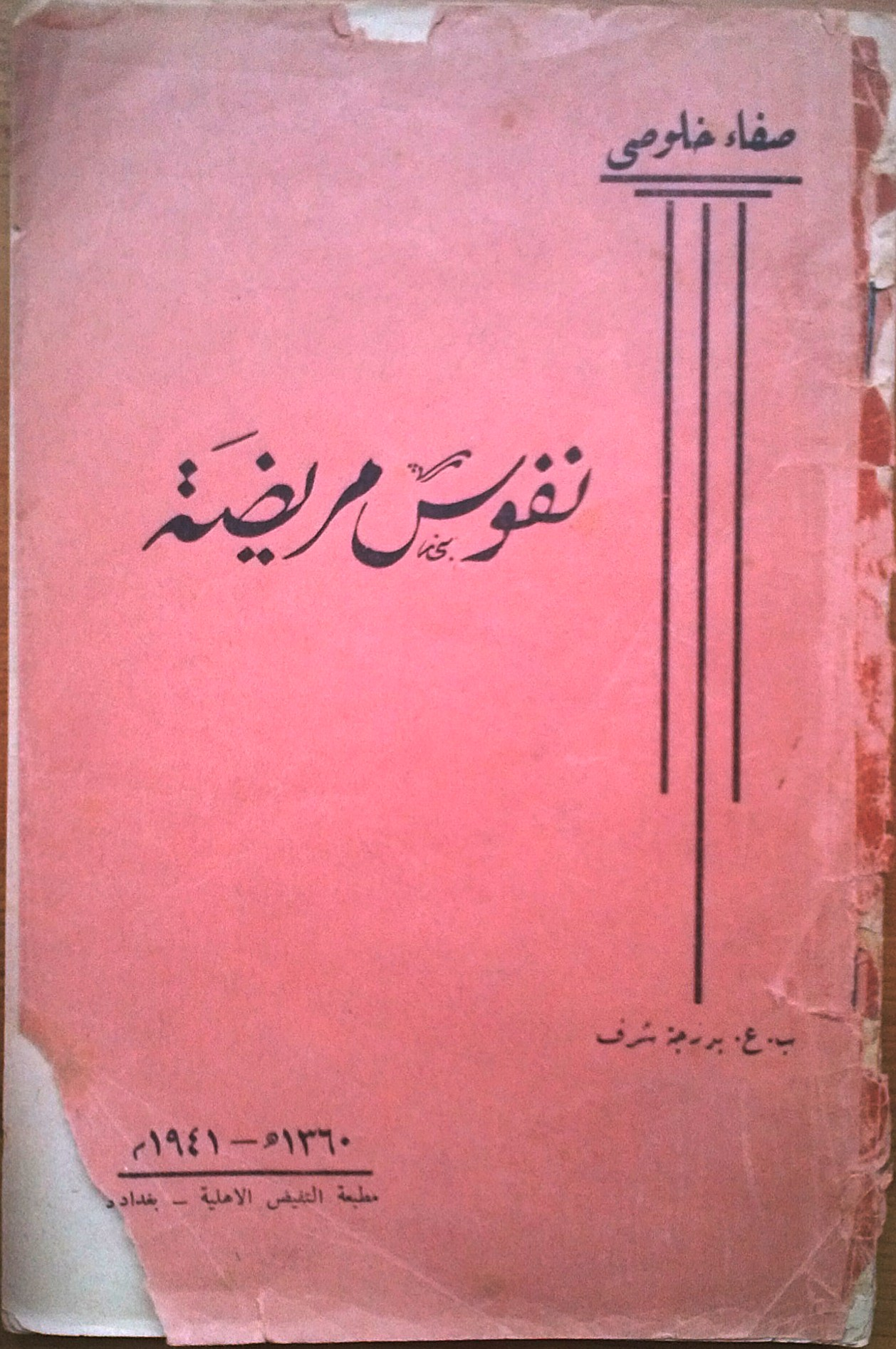
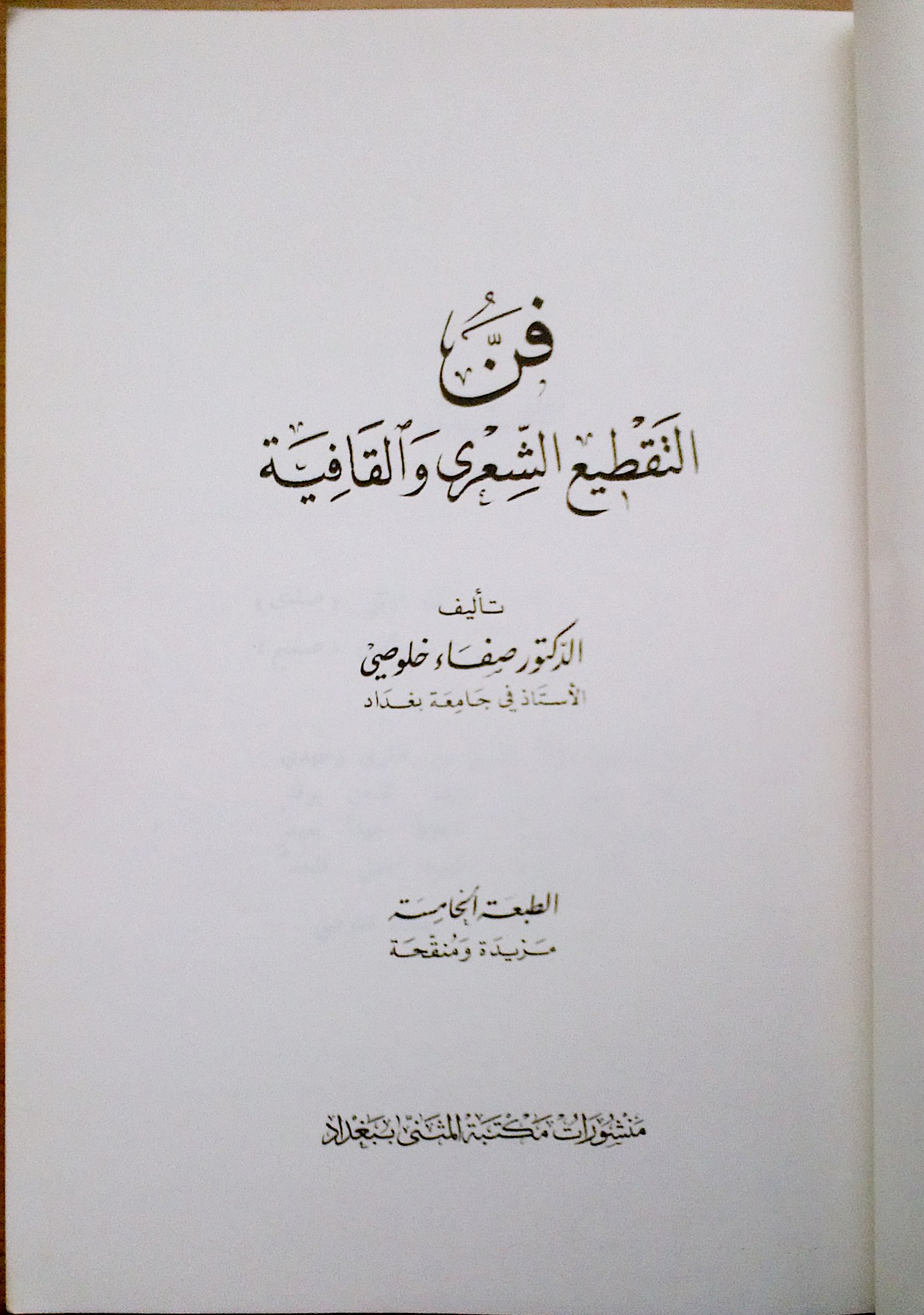
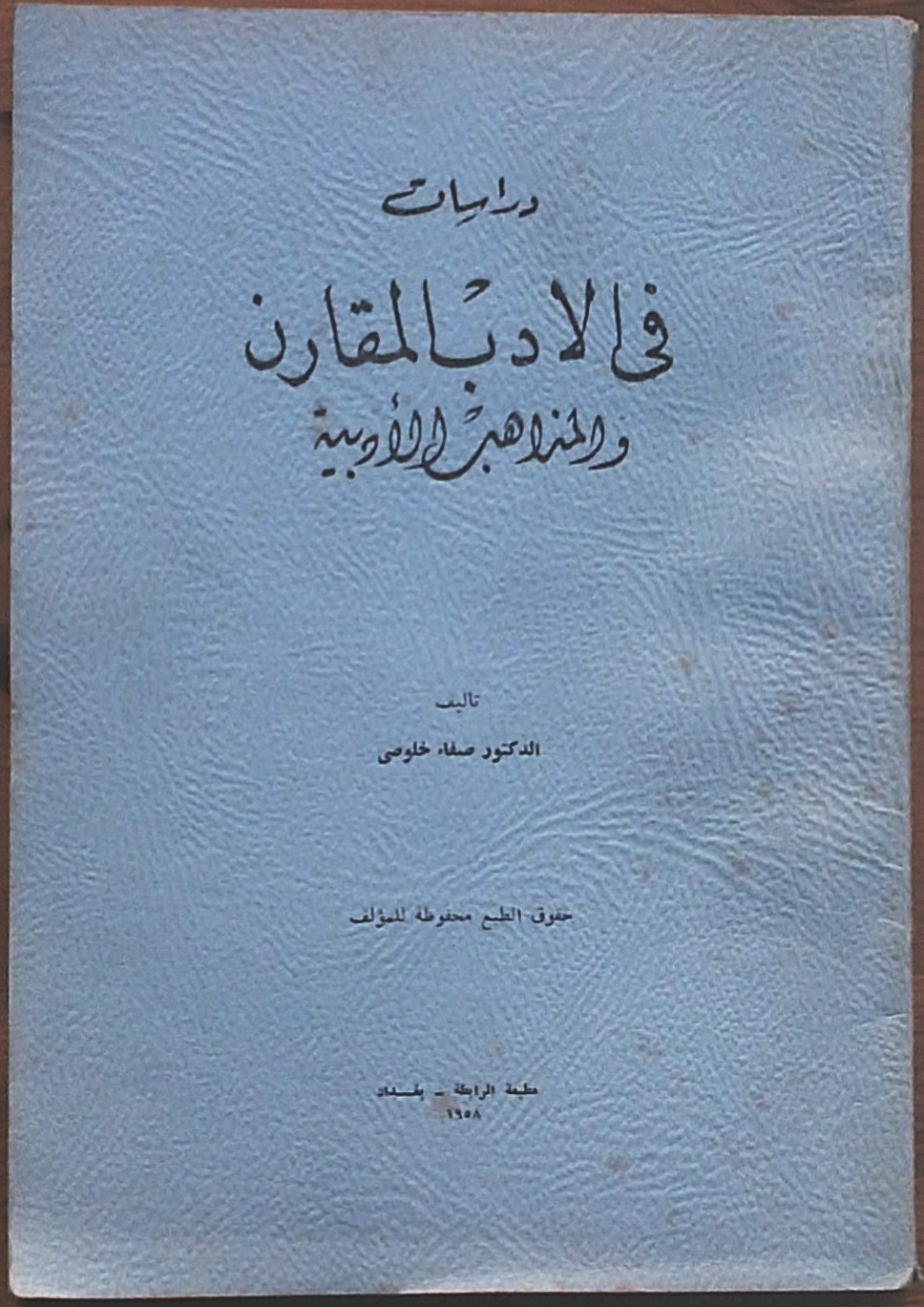

## وصلات خارجية
- صفاء خلوصي على موقع أرشيف الشارخ.